# Johan Hornhammar
Claes Johan Georg Hornhammar, född 30 september 1955, är en svensk före detta handbolls- och fotbollsspelare.
Han började som handbollsspelare när han var åtta år och representerade SoIK Hellas under hela sin handbollskarriär utom ett år, då han spelade för IF Swithiod. Han debuterade i representationslaget 1975 och blev svensk mästare med Hellas 1977. Efter den aktiva karriären blev han såväl tränare som ordförande i klubben. Senare blev han också ordförande för Hammarby IF Handboll. Det var han under de tre år Hammarby vann SM-guld 2006 till 2008.
Som fotbollsspelare kom han 1980 från Reymersholms IK till Gais, och var i stort sett ordinarie när Gais så när gick upp i Allsvenskan. Han återvände efter denna enda säsong i Göteborg till Reymersholm, efter totalt 18 matcher (1 mål) i Gaiströjan.

## Familj
Johan Hornhammars far Nils Georg Hornhammar spelade också handboll för SoIK Hellas och spelade en landskamp 1961.